# María Pía Copello
María Pía Copello Hora (Lima, 22 de enero de 1977) es una presentadora de televisión, actriz, exanimadora infantil, productora e influencer peruana.
Alcanzó la popularidad por haber sido la conductora del programa infantil María Pía y Timoteo de América Televisión junto al actor Ricardo Bonilla a inicios y mediados de la primera década del siglo XXI.
Tras dejar de conducir programas infantiles se sumó a otros programas como Esto es guerra, Talento urbano y Versus de colegios.

## Biografía
Hija de Fernando Copello (de ascendencia italiana) y Luisa Hora (de ascendencia japonesa), estudió la primaria y la secundaria en el Colegio Newton, de Lima. Posteriormente ingresó a la UPC para estudiar Publicidad y Marketing donde obtuvo el grado de bachiller.
En 1993, María Pía debuta en la televisión como «cíndela» en el programa infantil Nubeluz.
El sábado, 14 de agosto del 1999, condujo el programa infantil Karina y Timoteo por América Televisión, en reemplazo de Karina Rivera qué duró el programa finalmente fue cancelado el sábado 26 de febrero de 2000. En marzo de 2000, su nuevo programa infantil cambio de nombre María Pía y Timoteo, posteriormente llamado De la re qué duró hasta el domingo, 31 de diciembre de 2006. En simultáneo dirigió su propia escuela de danza para niños y adolescentes, que incluyó la colaboración de su hermana Anna Carina.
En 2008, decide alejarse por un momento de la animación infantil para conducir el programa de telerrealidad para adolescentes Talento urbano, emitido por Frecuencia Latina. Durante 2011, vuelve a la animación infantil y condujo el programa de televisión infantil 321 María Pía, emitido por Panamericana Televisión.
María Pía decidió alejarse de la animación infantil, desde fines de 2012 e inicios de 2013, para dar paso a otros proyectos en su carrera. Seguidamente, empezó a conducir el programa radial Arriba los tacos, que en la actualidad se llama Bien despiertas en la emisora Radio Corazón.
En 2015, condujo el programa concurso Versus de colegios, junto a Yaco Eskenazi. 
En el mismo año, empezó a conducir el programa de telerrealidad Esto es guerra, junto a Mathías Brivio, en reemplazo de Johanna San Miguel. Se mantuvo en el programa hasta finales de 2018. Regresa al programa por cortos periodos para suplir o reemplazar brevemente a los conductores. También ha sido presentada como la directora del segmento del reality La academia, para luego asumir nuevamente la conducción del dicho espacio en 2022.
Posterior al programa de televisión, se dedicó a las redes sociales donde desempeña su faceta de influencer top. Tiene un programa semanal llamado #YaNoYa en su canal de YouTube, PíaCopello. También presentó su libro de cocina Los secretos de la cocina de Pía Copello, ganadora de la categoría Familia en los Premios Gourmand.
En 2024, recibió el premio Mujer Peruana Exitosa, entregado por la Asociación Peruana de Empresarios. Al año siguiente fue nominada tres veces a los Premios Luces.

## Vida personal
El 14 de enero de 2006 se casó con el empresario Samuel Dyer Coriat, su novio desde el año 2001, con quien tiene tres hijos: Samuel Dyer Copello (nacido el 20 de diciembre de 2007), Vasco Dyer (nacido el 14 de mayo de 2010) y Catalina Dyer (nacida el 14 de noviembre de 2014).
En 2024, el portal local China Polo Dominical aseguró haber accedido a una investigación policial de la Dirección de Investigación de Lavado de Activos (DIRILA) en la que supuestamente se involucra a Copello, su esposo Dyer, y otros miembros de su familia con una presunta organización criminal. El informe es archivado el 30 de mayo del 2023 por la Segunda Fiscalía Supraprovincial Corporativa Especializada en Delitos de Lavado de Activos debido a la «falta de elementos de convicción».En respuesta, Copelló anunció que sus abogados habrían denunciado al portal sobre el reportaje «calificado de reportaje difamatorio».

## Filmografía

### Televisión
- Nubeluz (1993-1995)
- Lotería Kino (1996)
- Andrea, tiempo de amar (1997) como Andrea.
- Karina y Timoteo (agosto de 1999-febrero de 2000)
- El show del Chavo (agosto de 1999-diciembre de 2000)
- Tele amor (1999 y 2000)
- María Pía y Timoteo/De la re (marzo de 2000-diciembre de 2006)
- El show de la refurinfunflay (marzo de 2001-diciembre de 2003)
- Talento urbano (2008)
- 321 María Pía (2011)
- Todos los bravos (2012)
- Yo soy kids (2014)
- Versus de colegios (2015)
- Esto es guerra (2015-2018)
- El origen de la lucha (2016)
- Mande quien mande (desde 2023)

## Discografía
- María Pía y Timoteo. Incluye los temas «El semáforo», «Show de la refurinfunflay», «La jerga», entre otros. (2000) (CD y casete).
- María Pía y Timoteo. De la refurinfunflay. Incluye los temas «Timoteo glotón», «Los colores», «Los deportes», «Las vacaciones», entre otros. (2004) (CD).
- María Pía en una aventura cibernética. Incluye los temas «Sigue bailando», «Quiero estar junto a ti», entre otros, compuestos por Jorge «Coco» Tafur (CD).
- 321 María Pía en el Bosque Encantado. Incluye los temas «Las estaciones», «La era cibernética», «Mundo animal», «Todos a la cancha», entre otros. (2011) (CD).
- ¡Que siga la fiesta! Interpretando el tema «Papi deja de fumar» , compuesto por Jorge «Coco» Tafur (2015) (CD).
- Like. Incluye el tema homónimo (2020) (CD).[27]
- Bailando sola. Incluye el tema homónimo (2021) (CD).[28]
- Mujercitas. Incluye el tema «Hasta que llegaste» y «Hasta que regreses tú» (2017) (CD).
- Blanca Navidad. Incluye el tema homónimo (2020) (CD).

## En la ficción
- En un cortometraje de suspenso y terror titulado Retukiri Tukiri y estrenado en el 2014, la protagonista llamada Camila interpretada por Mayra Goñi es una representación paródica, alterna y oscura de María Pía.